# Вильдштайг
Вильдштайг (нем. Wildsteig) — община в Германии, в земле Бавария. 
Подчиняется административному округу Верхняя Бавария. Входит в состав района Вайльхайм-Шонгау.  Население составляет 1254 человека (на 31 декабря 2010 года). Занимает площадь 47,73 км².